# Cho Young-jeung
Dans ce nom coréen, le nom de famille, Cho, précède le nom personnel.
Cho Young-jeung (coréen : 조영증) (né le 18 août 1954 à Paju en Corée du Sud) est un footballeur international sud-coréen, qui évoluait au poste de défenseur, avant de devenir entraîneur.

## Biographie

### Carrière de joueur

#### Carrière en sélection
Avec l'équipe de Corée du Sud, il joue 92 matchs (pour 2 buts inscrits) entre 1977 et 1986. Il figure notamment dans le groupe des sélectionnés lors de la coupe du monde de 1986. Lord du mondial, il joue un match face à la Bulgarie puis un autre contre l'Italie.
Il participe également à la coupe d'Asie des nations de 1980 puis à celle de 1984.

## Palmarès

### Palmarès de joueur
| Lucky-Goldstar Hwangso - Championnat de Corée du Sud (1) : - Champion : 1985. - Vice-champion : 1986. |  | Corée du Sud - Coupe d'Asie des nations : - Finaliste : 1980. |

### Palmarès d'entraîneur
Lucky-Goldstar Hwangso
- Coupe de la Ligue sud-coréenne :
  - Finaliste : 1994.